# Pierre Lees-Melou
Pierre Lees-Melou (Langon, 25 de maio de 1993) é um futebolista profissional francês que atua como meio-campista. Atualmente, joga no Brest.

## Carreira
Pierre Lees-Melou começou a carreira no Langon FC de sua cidade natal, antes de profissionalizar-se.